# Recorde da hora

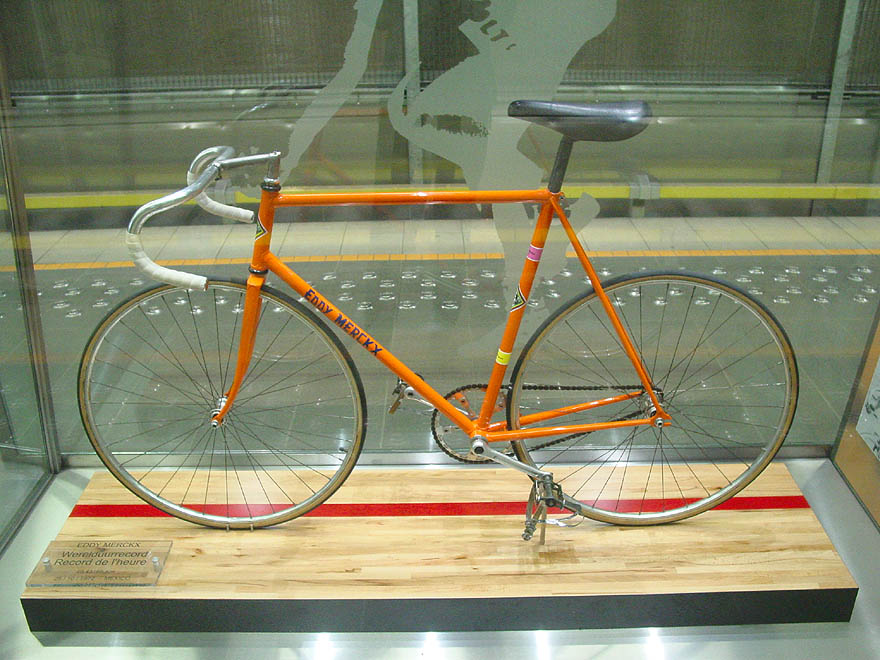
Bicicleta do recorde da hora de 1972 de Eddy Merckx, exposta na estação de metro de Eddy Merckx em Bruxelas, Bélgica.

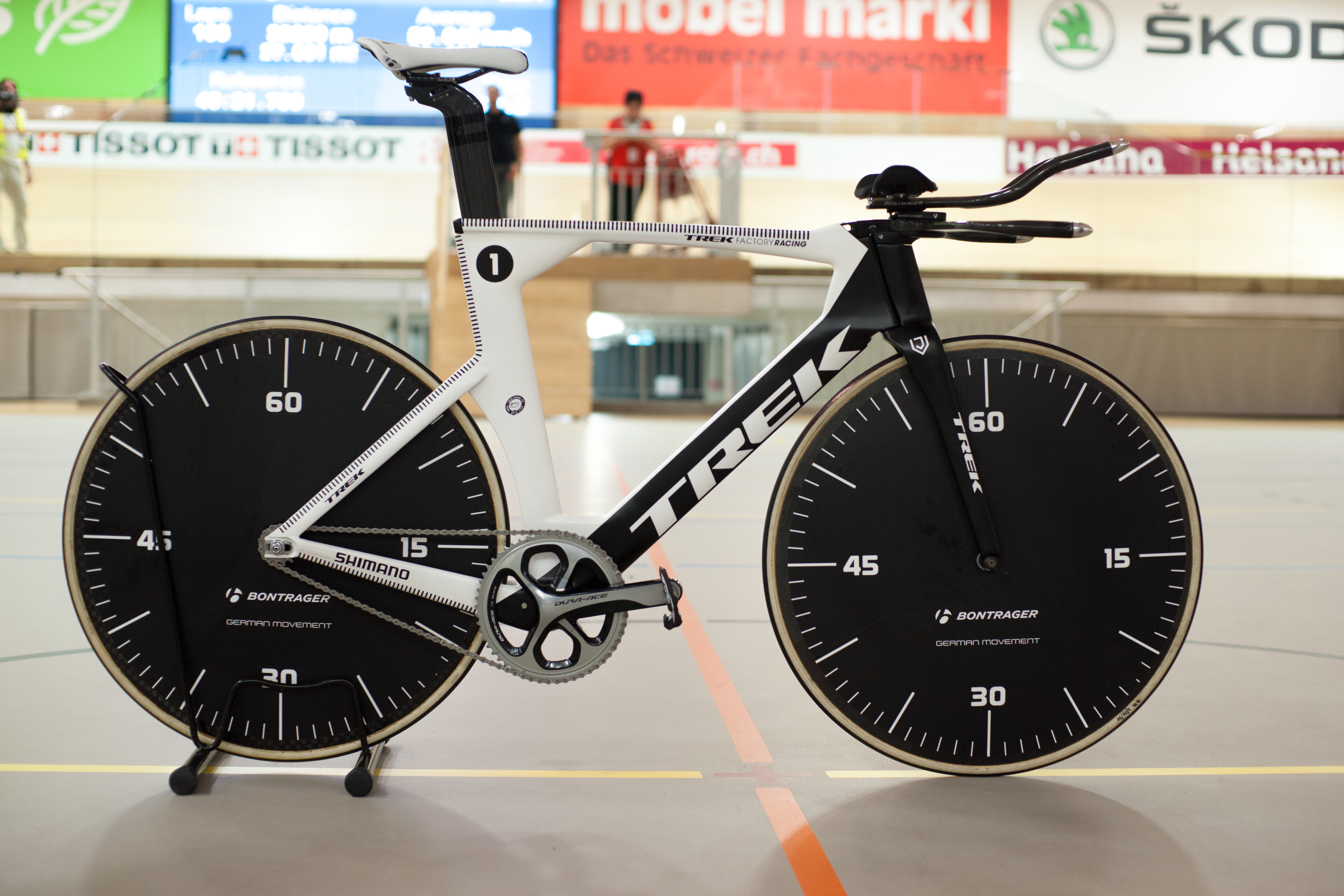
Bicicleta do recorde da hora de 2014 de Jens Voigt.

No ciclismo, o recorde da hora é a maior distância percorrida sobre a bicicleta numa hora, prova geralmente realizada num velódromo. 

## História

### Primeiros recordes
Henri Desgrange foi o primeiro em acometer o repto do recorde da hora, em 1893 em Paris.

### Controvérsia sobre o tipo de bicicleta
O 7 de julho de 1933, Francis Faure estabeleceu um novo recorde utilizando uma bicicleta reclinada com forma aerodinâmica, mas foi desestimado em 1934 pela UCI, que proibiu tais bicicletas. Isto conduziu a uma discussão sobre a prova e a uma divisão da mesma. Por um lado, permitir-se-iam todo o tipo de modificações ao veículo, com a única excepção de que deve ser o corredor quem proveja a energia para o movimento; o organismo regulador deste recorde passaria a ser a IHPVA (Internacional Human Powered Vehicle Association). Por outro lado, só permitir-se-ia o uso de bicicletas regular; o organismo regulador seria a UCI (União Ciclista Internacional).
A definição do recorde da hora a cargo da UCI não era de todo estrita, e permitiam-se certas inovações. Na década de 1980, Francesco Moser bateria em duas ocasiões o recorde estabelecido por Eddy Merckx em 1972, graças ao uso de rodas lenticulares e um quadro mais aerodinâmico. A marca de Moser não só tem sido controvertida por incluir elementos alheios à bicicleta regular, senão também por rumores a respeito do dopagem. Moser era treinado pelo doutor Michele Ferrari, reconhecido impulsor de métodos de dopagem tais como as transfussões de sangue ou o uso de EPO.
Na década de 1990, Graeme Obree, um ciclista que construía suas próprias bicicletas, conseguiu duas novas marcas utilizando duas extravagantes posturas: a primeira, conhecida como postura "ovo", com os braços juntos sobre o peito; e a segunda, conhecida como postura "superman", com os braços completamente esticados para diante. Ambas posturas criaram uma grande controvérsia e, ainda que se permitiram ambas marcas, proibiram-se para o futuro. Obree e Chris Boardman, naqueles anos, entraram numa espécie de duelo por manter o maior recorde.

### Mudanças na regulamentação
Em setembro de 2000, a UCI modificou as regras do Recorde da hora não permitindo utilizar capacetes de Contrarrelógio, rodas especiais ou quadros aerodinâmicos já que desde os anos 1980, as bicicletas com as que se participava começaram a sofrer um profundo redesenho, fruto do avanço da tecnologia e as técnicas de melhora da aerodinâmica. Graças a estes avanços, chegou-se até o recorde de Chris Boardman, que percorreu 56,375 km, quase 7 km mais que o último recorde que se tinha realizado sobre uma bicicleta "normal". A UCI determinou que os recordes obtidos com bicicletas modificadas não seriam válidos e, a partir de então, todo a tentativa de superar o recorde da hora deveria ser realizado com uma bicicleta regular. Desta forma, todos os recordes conseguidos desde a marca de Eddy Merckx, ficaram englobados numa nova categoria denominada "Melhor esforço humano".
Em outubro desse mesmo ano, Boardman superou o recorde de Eddy Merckx em tão só dez metros e a partir de ali devido à mudança nas normas a prova foi perdendo interesse, tanto por parte dos ciclistas, como dos fabricantes de bicicletas. Em 2005, teve uma nova tentativa por parte do checo Ondřej Sosenka que superaria a marca do corredor britânico e estabeleceria o novo recorde em 49,700 Km.

### Novas mudanças para facilitar novos recordes
O escasso interesse em bater o recorde da hora, levou a que a UCI repensasse a mudança de normas que tinha aplicado e em maio de 2014, decidiu voltar a permitir as bicicletas, rodas e capacetes especiais. Motivados pela mudança, o fabricante Trek desenhou uma nova bicicleta com a que o alemão Jens Voigt estabeleceu um novo recorde de 51,115 km o 18 de setembro desse ano. Pouco mais de um mês depois, o austríaco Matthias Brändle superou a marca de Voigt, mas o 9 de fevereiro de 2015 Rohan Dennis estabeleceu um novo recorde em 52,491 km com uma bicicleta BMC. Posteriormente, no dia 2 de maio de 2015 o inglês Alex Dowsett estabeleceu no velódromo de Manchester uma nova marca de 52,937 km a bordo de uma bicicleta Canyon equipada com componentes Campagnolo especiais para a ocasião    

## Recorde IHPVA
O recorde IHPVA o ostenta o Francesco Russo, que desenhou, projetou, construi e pilotou a bicicleta reclinada totalmente coberta por uma carnagem de fibra de carbono chamada Metastretto para percorrer 92,432 km em uma hora, na cidade de Klettwitz, na Alemanha, em 26 de junho de 2016.
| Data         | Distância (km) | Nome da bicicleta | Projetista      | Ciclistas       | Local                 | Elevação (m) |
| ------------ | -------------- | ----------------- | --------------- | --------------- | --------------------- | ------------ |
| 1932         | 49,99          | Std bicycle       | Marcel Berthet  | Marcel Berthet  | France                | 1            |
| 1938         | 50,53          | Recumbent bike    | M. Mochet       | Francois Faure  | France                | 1            |
| 5-May-79     | 51,31          | Teledyne Titan    | Chester Kyle    | Ron Skarin      | Ontario, CA           | 301          |
| 4-May-80     | 59,45          | Vector            | Al Voigt        | Eric Edwards    | Ontario, CA           | 301          |
| 29-Sept-84   | 60,35          | Gold Rush         | Gardner Martin  | Fred Markham    | Indianapolis, IN      | 233          |
| 10-Sept-85   | 66,3           |                   | Derek Henden    | Richard Crane   | England               | 1            |
| 28-Aug-86    | 67,01          | Gold Rush         | Gardner Martin  | Fred Markham    | Vancouver, BC         | 3            |
| 15-Sept-89   | 73             | Gold Rush         | Gardner Martin  | Fred Markham    | Adrian, Mi            | 243          |
| 8-Sept-90    | 75,57          | Bean              | Miles Kingsbury | Pat Kinch       | Bedfordshire, England | 1            |
| 27-July-96   | 78,04          | Tomahawk II       | Guido Mertens   | Lars Teutenberg | Munich, Germany       | 495          |
| 29-July-98   | 79136          | Varna             | Georgi Georgiev | Sam Whittingham | Blainville, Canada    | 68           |
| 07-Aug-99    | 81158          | White Hawk        |                 | Lars Teutenberg | Dudenhofen, Germany   | 104          |
| 27-July-2002 | 82,6           | White Hawk        | Vector/IKV      | Lars Teutenberg | Dudenhofen, Germany   | 104          |
| 19-Nov-03    | 83,72          | Varna Diablo      | Georgi Georgiev | Sam Whittingham | Uvalde, TX            | 277          |
| 31-Jul-04    | 84,22          | Varna Diablo      | Georgi Georgiev | Sam Whittingham | Dudenhofen, Germany   | 135          |
| 2-Jul-06     | 85,99          | Easy Rush         | Georgi Georgiev | Fred Markham    | Casa Grande, AZ       | 135          |
| 8-Apr-07     | 86,77          | Varna Diablo III  | Georgi Georgiev | Sam Whittingham | Casa Grande, AZ       | 135          |
| 12-July-08   | 87123          | Elvie II          | Elvie Team      | Damjan Zabovnik | Schipkau, Germany     | 109          |
| 19-July-09   | 90,6           | Varna Tempest     | George Georgiev | Sam Whittingham | Romeo, MI             | 295          |
| 3-Aug-11     | 91,55          | Eivistretto       | Elvie Team      | Francesco Russo | Schipkau, Germany     | 109          |
| 26-Jun-2016  | 92,43          | Metastretto       | Francesco Russo | Francesco Russo | Klettwitz, Germany    | 116          |

Já na categoria feminina, a ciclista Barbara Buatois pilotou a bicicleta desenhada por George Georgiev chamada Varna Tempest para percorrer 84,02 km no dia 19 de jullho de 2009.
| Data       | Distância (km) | Nome da bicicleta | Projetista      | Ciclistas           | Local               | Elevação (m) |
| ---------- | -------------- | ----------------- | --------------- | ------------------- | ------------------- | ------------ |
| 20-Aug-02  | 68,33          | White Hawk        | Vector/IKV      | Ellen van der Horst | Dudenhofen, Germany | 104          |
| 1-Aug-04   | 68,97          | Varna Diablo      | Georgi Georgiev | Ellen van Vugt      | Dudenhofen, Germany | 104          |
| 1-Aug-04   | 73,41          | Varna Diablo      | Georgi Georgiev | Rosemarie Buhler    | Dudenhofen, Germany | 104          |
| 19-July-09 | 84,02          | Varna Tempest     | George Georgiev | Barbara Buatois     | Romeo, MI           | 295          |

## Os recordes (masculinos)
| Data       | Corredor                        | Lugar            | (a)       | (b)    | (c)    |
| 11/5/1893  | Henri Desgrange                 | Paris            | 35,325    | -      | -      |
| 31/10/1894 | Jules Dubois                    | Paris            | 38,220    | -      | -      |
| 30/7/1897  | Oscar Van den Eynde             | Paris            | 39,140    | -      | -      |
| 3/7/1898   | Willie Hamilton                 | Denver           | 40,781    | -      | -      |
| 24/8/1905  | Lucien Petit Breton             | Paris            | 41,110    | -      | -      |
| 20/6/1907  | Marcel Berthet                  | Paris            | 41,520    | -      | -      |
| 22/8/1912  | Oscar Egg                       | Paris            | 42,122    | -      | -      |
| 7/8/1913   | Marcel Berthet                  | Paris            | 42,741    | -      | -      |
| 21/8/1913  | Oscar Egg                       | Paris            | 43,525    | -      | -      |
| 20/9/1913  | Marcel Berthet                  | Paris            | 43,775    | -      | -      |
| 18/8/1914  | Oscar Egg                       | Paris            | 44,247    | -      | -      |
| 25/8/1933  | Jan Van Hout                    | Roermond         | 44,588    | -      | -      |
| 1932       | Marcel Berthet                  | Francia          | -         | -      | 49,99  |
| 28/9/1933  | Maurice Richard                 | St. Trond        | 44,777    | -      | -      |
| 31/10/1935 | Giuseppe Olmo                   | Milão            | 45,090    | -      | -      |
| 14/10/1936 | Maurice Richard                 | Milão            | 45,325    | -      | -      |
| 29/9/1937  | Frans Slaats                    | Milão            | 45,485    | -      | -      |
| 3/11/1937  | Maurice Archambaud              | Milão            | 45,767    | -      | -      |
| 1938       | Francois Faure                  | Francia          | -         | -      | 50,53  |
| 7/11/1942  | Fausto Coppi                    | Milão            |           | -      | -      |
| 29/6/1956  | Jacques Anquetil                | Milão            | 46,159    | -      | -      |
| 19/9/1956  | Ercole Baldini                  | Milão            | 46,394    | -      | -      |
| 18/9/1957  | Roger Rivière                   | Milão            | 46,923    | -      | -      |
| 23/9/1959  | Roger Rivière                   | Milão            | 47,347    | -      | -      |
| 30/10/1967 | Ferdinand Bracke                | Roma             | 48,093    | -      | -      |
| 10/10/1968 | Ole Ritter                      | Cidade do México | 48,653    | -      | -      |
| 7/10/1970  | Martín Emilio Cochise Rodríguez | Cidade do México | 47.566,24 | -      | -      |
| 25/10/1972 | Eddy Merckx                     | Cidade do México | 49,431    | -      | -      |
| 5/5/1979   | Ron Skarin                      | Ontario          | -         | -      | 51,31  |
| 4/5/1980   | Eric Edwards                    | Ontario          | -         | -      | 59,45  |
| 19/1/1984  | Francesco Moser                 | Cidade do México | -         | 50,808 | -      |
| 23/1/1984  | Francesco Moser                 | Cidade do México | -         | 51,141 | -      |
| 29/9/1984  | Fred Markham                    | Indianápolis     | -         | -      | 60,35  |
| 10/9/1985  | Richard Crane                   | Inglaterra       | -         | -      | 66,30  |
| 28/8/1986  | Fred Markham                    | Vancouver        | -         | -      | 67,01  |
| 15/9/1989  | Fred Markham                    | Adrián           | -         | -      | 73,00  |
| 8/9/1990   | Pat Kinch                       | Bedfordshire     | -         | -      | 75,57  |
| 17/7/1993  | Graeme Obree                    | Hamar            | -         | 51,596 | -      |
| 23/7/1993  | Chris Boardman                  | Bordéus          | -         | 52,270 | -      |
| 27/4/1994  | Graeme Obree                    | Bordéus          | -         | 52,713 | -      |
| 2/9/1994   | Miguel Indurain                 | Bordéus          | -         | 53,040 | -      |
| 22/10/1994 | Tony Rominger                   | Bordéus          | -         | 53,832 | -      |
| 5/11/1994  | Tony Rominger                   | Bordéus          | -         | 55,291 | -      |
| 27/7/1996  | Lars Teutenberg                 | Munich           | -         | -      | 78,04  |
| 7/9/1996   | Chris Boardman                  | Manchester       | -         | 56,375 | -      |
| 29/7/1998  | Sam Whittingham                 | Blainville       | -         | -      | 79,136 |
| 7/8/1999   | Lars Teutenberg                 | Dudenhofen       | -         | -      | 81,158 |
| 27/10/2000 | Chris Boardman                  | Manchester       | 49,441    | -      | -      |
| 27/7/2002  | Lars Teutenberg                 | Dudenhofen       | -         | -      | 82,60  |
| 31/7/2004  | Sam Whittingham                 | Blainville       | -         | -      | 84,215 |
| 19/7/2005  | Ondřej Sosenka                  | Moscovo          | 49,700    | -      | -      |
| 18/09/2014 | Jens Voigt                      | Grenchen         | 51,115    | -      | -      |
| 30/10/2014 | Mathias Brändle                 | Aigle            | 51,852    | -      | -      |
| 08/02/2015 | Rohan Dennis                    | Grenchen         | 52,491    | -      | -      |
| 02/05/2015 | Alex Dowsett                    | Manchester       | 52,937    | -      | -      |
| 07/06/2015 | Bradley Wiggins                 | Londres          | 54,526    | -      | -      |
| 16/04/2019 | Victor Campenaerts              | Aguas Calientes  | 55,089    |        |        |

- (a): Recorde da hora oficial segundo a UCI
- (b): Melhor esforço humano segundo a UCI
- (c): Recorde da hora oficial segundo a IHPVA

## Os recordes (femininos)
| Data       | Corredor                    | Lugar            | (a)    | (b)    | (c)    |
| 7/7/1955   | Tamara Novikova             | Irkutsk          | 38,473 | -      | -      |
| 18/10/1957 | Renée Vissac                | Milão            | 38,569 | -      | -      |
| 25/9/1958  | Mildred Robinson            | Milão            | 39,718 | -      | -      |
| 9/11/1958  | Elsy Jacobs                 | Milão            | 41,347 | -      | -      |
| 25/11/1972 | Maria Cressari              | Cidade do México | 41,471 | -      | -      |
| 16/9/1978  | Cornella Van Oosten         | Munich           | 43,082 | -      | -      |
| 20/9/1986  | Jeannie Longo               | Colorado         | -      | 44,770 | -      |
| 23/9/1987  | Jeannie Longo               | Colorado         | -      | 44,933 | -      |
| 1/10/1989  | Jeannie Longo               | Cidade do México | -      | 46,352 | -      |
| 29/4/1995  | Catherine Marsal            | Bordéus          | -      | 47,112 | -      |
| 17/6/1995  | Yvonne McGregor             | Manchester       | -      | 47,411 | -      |
| 26/10/1996 | Jeannie Longo               | Cidade do México | -      | 48,159 | -      |
| 18/10/2000 | Anna Wilson                 | Melbourne        | 43,500 | -      | -      |
| 5/11/2000  | Jeannie Longo               | Cidade do México | 44,767 | -      | -      |
| 7/12/2000  | Jeannie Longo               | Cidade do México | 45,094 | -      | -      |
| 20/8/2002  | Ellen van der Horst         | Dudenhofen       | -      | -      | 68,33  |
| 1/10/2003  | Leontien Van Moorsel        | Cidade do México | 46,065 | -      | -      |
| 1/7/2004   | Ellen van Vugt              | Dudenhofen       | -      | -      | 68,973 |
| 1/7/2004   | Rosmarie Bühler             | Dudenhofen       | -      | -      | 73,411 |
| 12/9/2015  | Molly Shaffer Van Houweling | Aguascalientes   | 46,273 | -      | -      |
| 22/1/2016  | Bridie O'Donnell            | Adelaide         | 46,882 | -      | -      |
| 27/2/2016  | Evelyn Stevens              | Colorado         | 47,980 | -      | -      |

- (a): Recorde da hora oficial segundo a UCI
- (b): Melhor esforço humano segundo a UCI
- (c): Recorde da hora oficial segundo a IHPVA